# Tania Sachdev

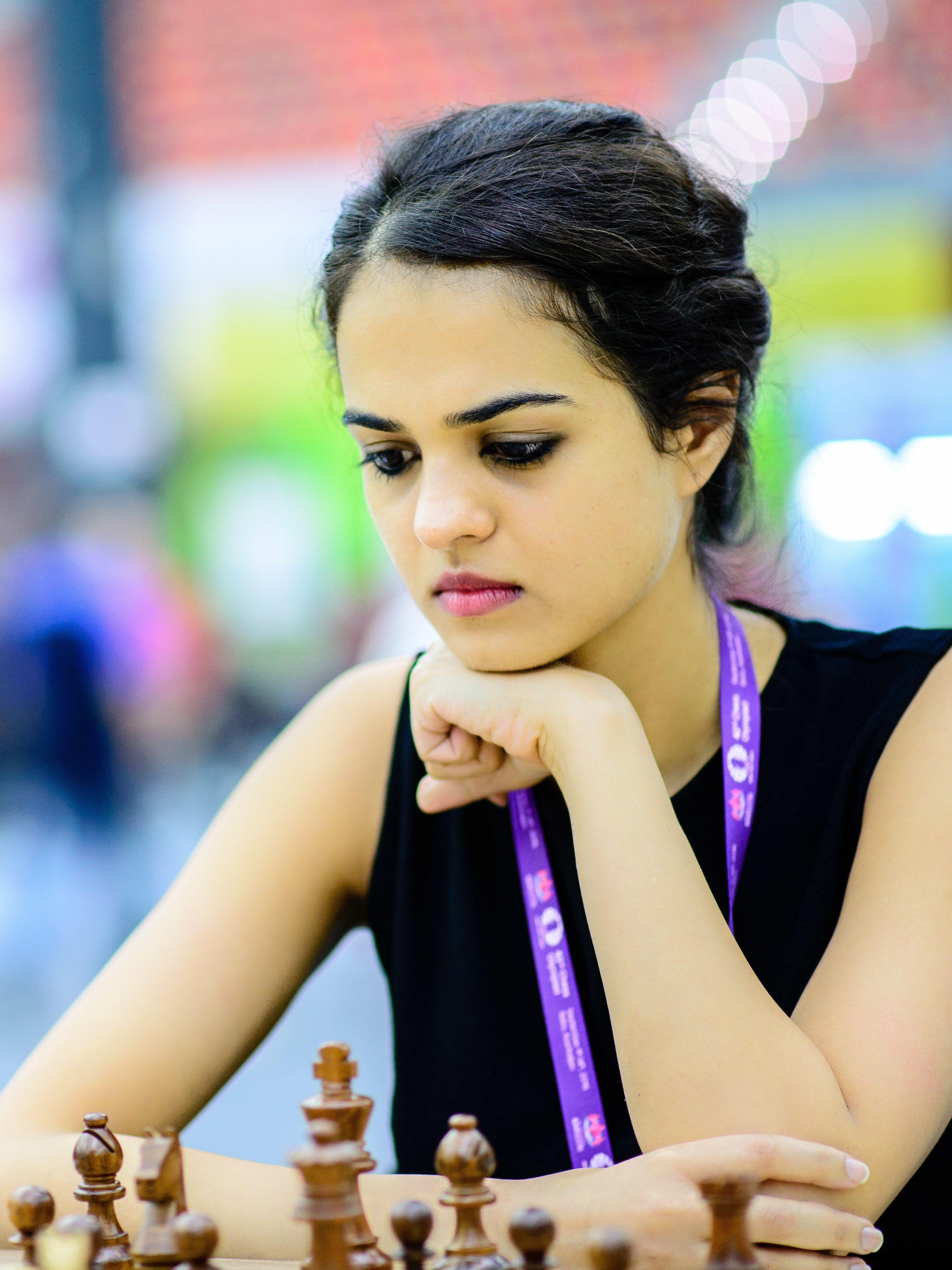
Tania Sachdev, 2016

Tania Sachdev (Hindi: तानिया सचदेव) (Delhi, 20 augustus 1986) is een Indiase schaakster. Sinds 2005 is ze een grootmeester bij de vrouwen (WGM). Sinds 2008 is ze een Internationaal Meester (IM).
Ze was in 2006 and 2007 vrouwenkampioen van India. In 2007 was ze vrouwenkampioen van Azië. In 2016, 2018 en 2019 was ze Commonwealth-kampioen bij de vrouwen. Ze is ook presentator en commentator op schaakgebied.

## Jeugd
Tania Sachdev werd geboren in Delhi, en is de jongste van drie kinderen. Op zesjarige leeftijd leerde ze van haar moeder Anju schaken. Haar moeder zag haar talent en stuurde haar naar een schaaktrainer, K.C. Joshi. Op achtjarige leeftijd behaalde ze haar eerste internationale titel. Nadat ze de Modern School in Vasant Vihar, een zuidelijk stadsdeel van Delhi, had afgerond, studeerde Tania Sachdev literatuur aan het Sri Venkateshwara College in Delhi. Haar studie Engelse literatuur, politicologie en psychologie aan de Universiteit van Delhi sloot ze af in 2008. Ze kreeg training van Internationaal Meester (IM) Vishal Sareen en van grootmeesters (GM) Elizbar Ubilava en Vladimir Chuchelov.

## Resultaten
- In 1994 won Tania Sachdev, zeveneneenhalf jaar oud, in Norwich het Britse kampioenschap voor jeugd in de categorieën tot 8 jaar, tot 9 jaar en tot 10 jaar en het Britse meisjeskampioenschap in de categorieën tot 8 jaar en tot 9 jaar. Dit was de eerste keer in de geschiedenis van het vanaf 1904 georganiseerde toernooi, dat een deelneemster gelijktijdig vijf kampioenstitels behaalde.
- In 1997 en 1998 werd ze Indiaas meisjeskampioen in de categorie tot 12 jaar.[9]
- In 1998 werd ze derde op het Wereldkampioenschap schaken voor jeugd in de categorie meisjes tot 12 jaar.[10]
- In 1999 werd ze kampioen van Delhi, in de categorie meisjes tot 19 jaar.
- In 2000 werd ze kampioen van Azië in de categorie meisjes tot 14 jaar.[11]
- In juli 2002 werd ze in Marawila bij Colombo Aziatisch meisjeskampioen.[12]

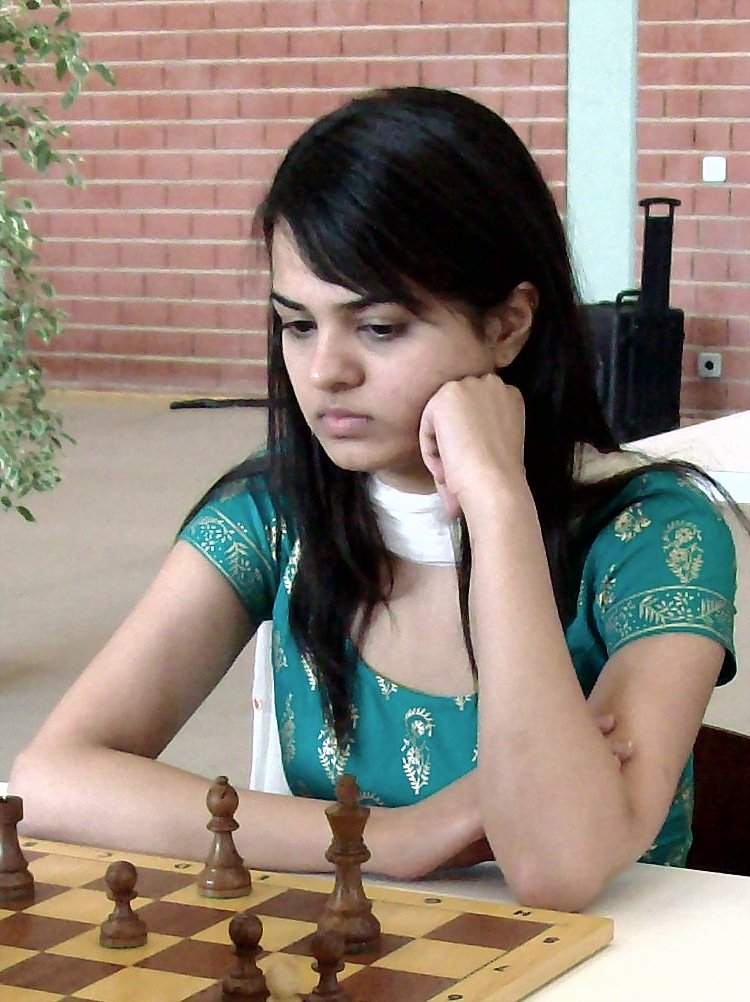
Tania Sachdev, 2008

- In november 2006 werd ze derde op de Commonwealth-kampioenschappen in Mumbai.
- In december 2006 won ze zonder verliespartij het Indiaas vrouwenkampioenschap, in Chennai.
- In september 2007 won in Teheran het vrouwenkampioenschap van Azië, met 6.5 pt. uit 9.[13] De als tweede eindigende Chinese Ruan Lufei behaalde hetzelfde puntenaantal.[14]
- In november 2007 in Kirkee bij Pune wist ze haar Indiase vrouwentitel te prolongeren.
- In 2009 ontving zij de Arjuna Award in de categorie Schaken.[15]

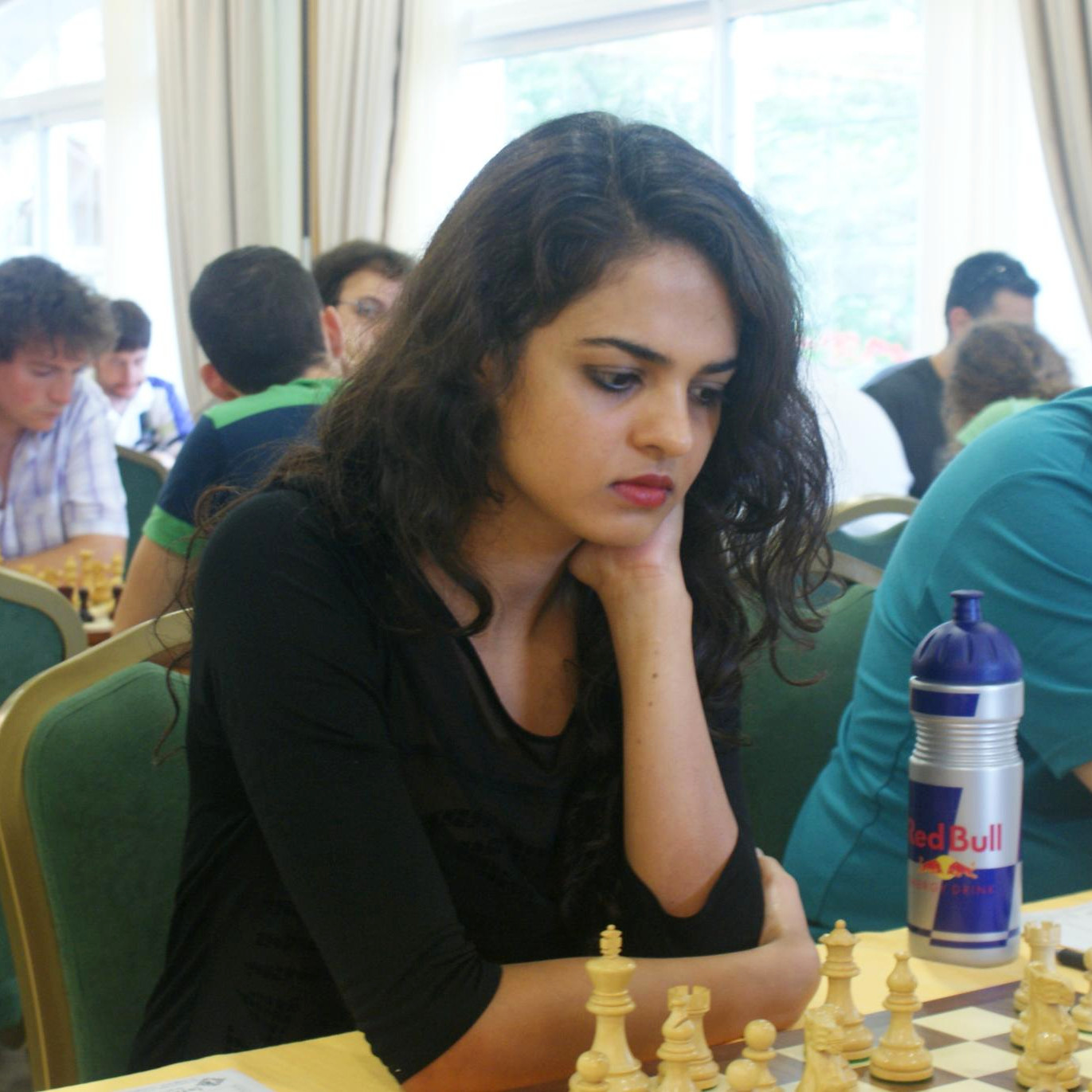
Tania Sachdev, 2014

- In 2015 werd ze tweede op het vrouwen-snelschaak-kampioenschap Aziatisch Continent.[16]
- In 2016 won Sachdev de prijs voor de beste vrouw op het Reykjavik Open toernooi.[17][18]
- Eveneens in 2016 won ze de vrouwentitel van de Commonwealth in Kalutara.[19]
- In juli 2019 won Sachdev opnieuw de vrouwentitel van de Commonwealth.[20][21]

Ze is professioneel schaakster, maar werkt ook incidenteel als model en in de boekhouding van Air India. Ook presenteert en modereert ze hoog geclassificeerde schaaktoernoeien en live-verslagen.
Sachdev was de presentator op een Fritztrainer Strategy DVD voor Chessbase en ze was in 2013 lid van het officiële commentatorteam bij de match, in Chennai, om het Wereldkampioenschap schaken tussen Magnus Carlsen en Viswanathan Anand.
Haar hoogste positie op de wereldranglijst van vrouwelijke schakers was plaats 40, in september 2013.

## Titels
In augustus 2005 verkreeg ze als achtste Indiase schaakster de titel grootmeester bij de vrouwen (WGM). De hiervoor benodigde normen behaalde ze in 2002 bij de 25e Aziatische meisjeskampioenschappen in Colombo, in 2004 bij een internationaal toernooi in Abu Dhabi, in juni 2005 bij een First Saturday GM-toernooi in Boedapest en in dezelfde maand bij het 23e Balatoni-toernooi bij het Balatonmeer.
Sinds 2008 is ze ook Internationaal Meester (IM). De IM-normen behaalde ze in juli 2007 in het Spaanse Sort en in september 2007 bij het Aziatische vrouwenkampioenschap in Teheran.

## Nationale teams
Met het Indiase vrouwenteam nam Tania Sachdev deel aan de Schaakolympiades van 2008, 2010, 2012 (in Istanboel) en 2014. In 2012 ontving ze een bronzen medaille voor haar individuele resultaat aan het derde bord.
Ze nam in 2009 en 2011 deel aan het WK landenteams voor vrouwen. Ze nam deel aan de Aziatische teamkampioenschappen voor vrouwen van 2003 (met het tweede team), 2008, 2009, 2012 en 2014, waarbij ze met het team tweede werd. Ook in 2008, 2009 en 2012 werd het team tweede. Daarnaast won Sachdev hier in totaal individueel drie zilveren en een bronzen medaille.
Bij de Azië-spelen van 2010 in Guangzhou was ze lid van het Indiase vrouwen-schaakteam. Bij de indoor Azië-spelen van 2009 in Hanoi was ze lid van het als derde eindigende Indiase schaakteam.

## Verenigingen
In de Duitse bondscompetitie voor vrouwen speelt Tania Sachdev sinds 2013 voor SC Bad Könighofen, waarmee ze in 2014 kampioen werd.

## Persoonlijk leven
Sachdev voltooide haar school-periode aan de Modern School in Vasant Vihar in Delhi en studeerde af aan het Sri Venkateswara College.
Tania Sachdev wordt gesponsord door Red Bull. In november 2014 trouwde ze met de in Delhi wonende architect Viraj Kataria.

## Externe koppelingen
- (en)   Informatie over schaakpartijen van Tania Sachdev op ChessGames.com
- (en)   Informatie over schaakpartijen van Tania Sachdev op 365chess.com
- (en)  FIDE-ratinggegevens voor Tania Sachdev